# Takuto Katō
Takuto Katō (japanisch 加藤 匠人 Katō Takuto; * 9. Mai 1999 in der Präfektur Saitama) ist ein japanischer Fußballspieler.

## Karriere
Takuto Katō erlernte das Fußballspielen in der Jugendmannschaft des Erstligisten Kashiwa Reysol sowie in der Universitätsmannschaft der Universität Tsukuba. Vom 22. Juni 2021 bis Saisonende wurde er an seinen Jugendverein Kashiwa Reysol ausgeliehen. Der Verein aus Kashiwa, einer Stadt in der Präfektur Chiba, spielte in der ersten japanischen Liga. 2021 kam er nicht zum Einsatz. Nach der Ausleihe wurde Katō am 1. Februar 2022 fest von Kashiwa unter Vertrag genommen. Sein Erstligadebüt gab Takuto Katō am 14. Mai 2022 (13. Spieltag) im Heimspiel gegen Gamba Osaka. Hier wurde er in der 77. Minute für Keiya Shiihashi eingewechselt. Gamba gewann das Spiel durch ein Tor vom Brasilianer Dawhan mit 1:0.